# Geikia

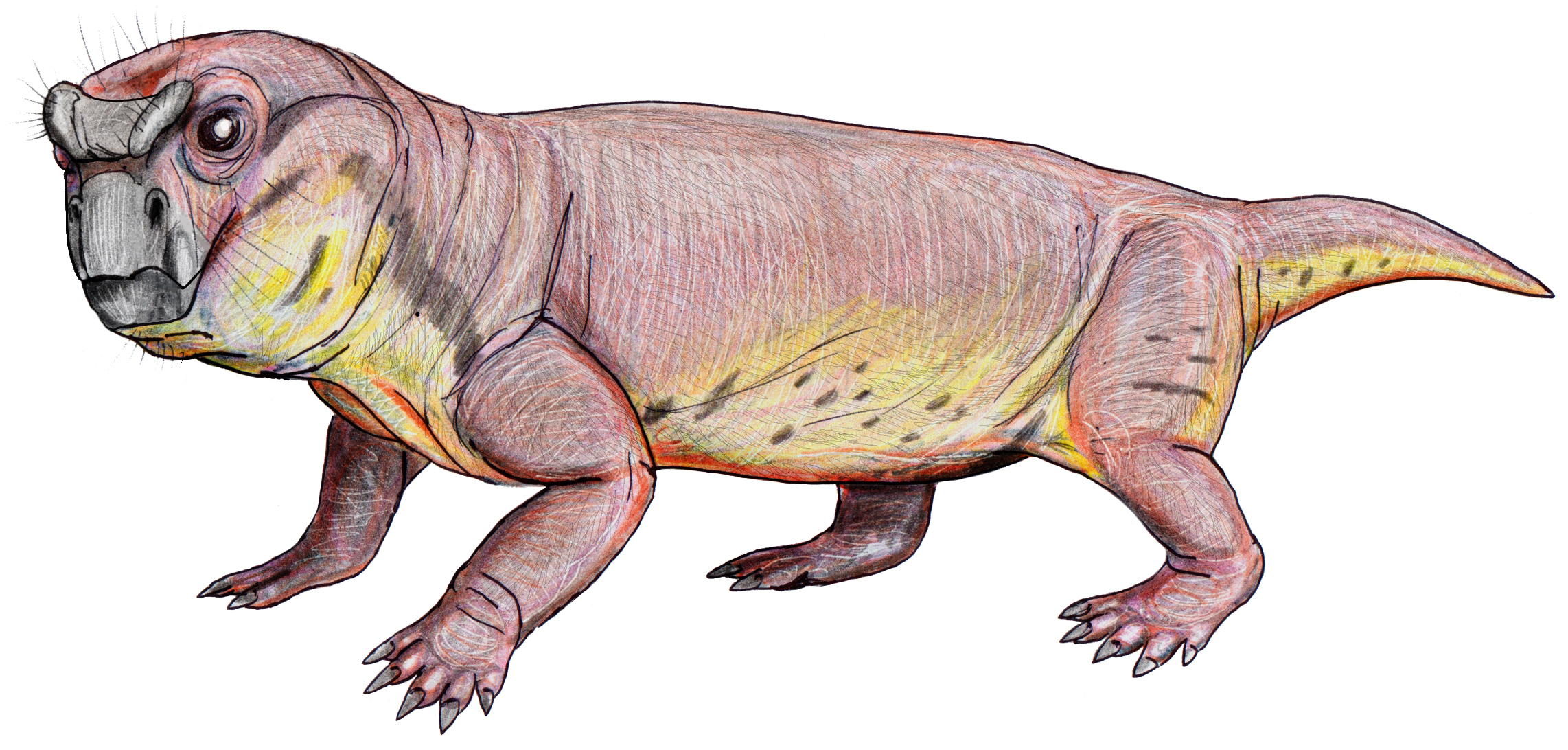
Recreación en vida.

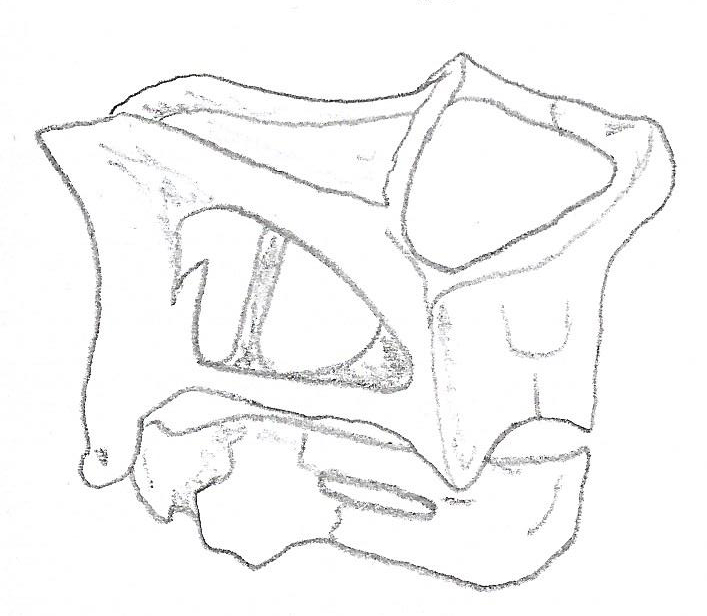
Ilustración del cráneo.

Geikia es un género extinto de sinápsido dicinodonto herbívoro del Pérmico. La única especie descrita es Geikia elginensis hallada en el Reino Unido.